# Stati per punto più elevato
Questa è una lista di paesi per punto più elevato sul livello del mare.

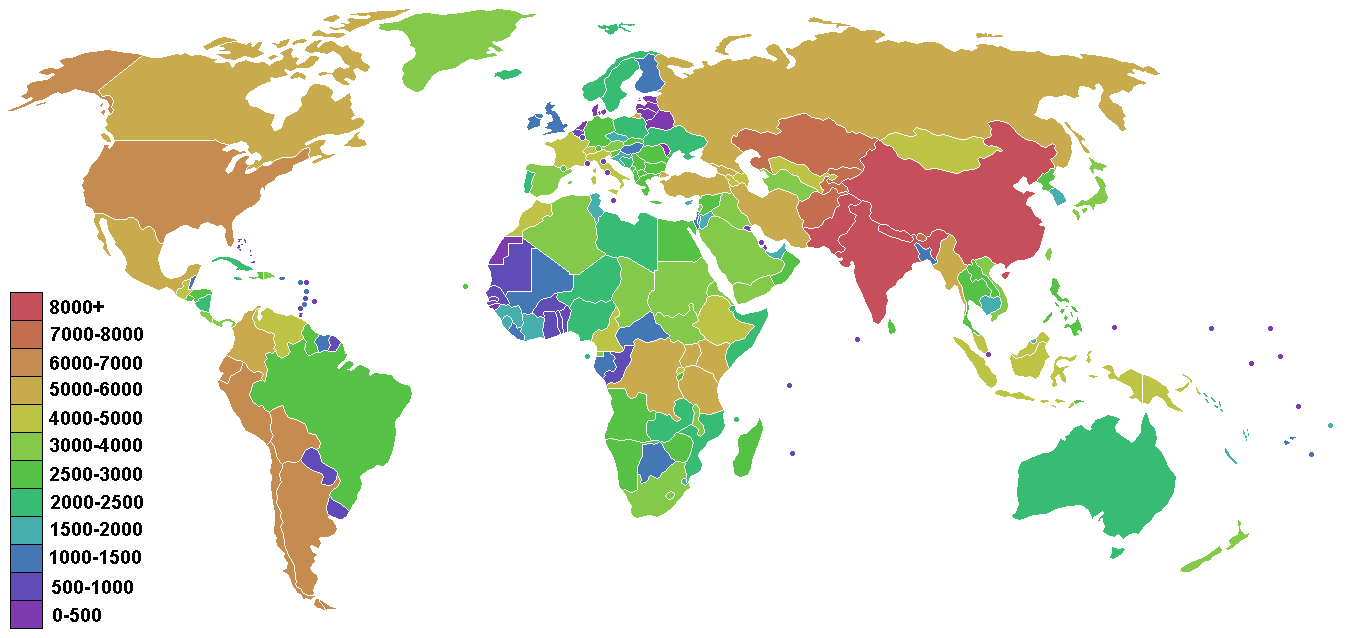
Carta dei paesi colorati secondo il loro punto più alto

L'elevazione topografica è la distanza verticale al di sopra del geoide di riferimento, un modello matematico del livello del mare terrestre come superficie gravitazionale equipotenziale.
| Posizione | Paese                                                   | Punto più elevato                                               | Altitudine     |
| --------- | ------------------------------------------------------- | --------------------------------------------------------------- | -------------- |
| 1=        | Cina                                                    | Monte Everest                                                   | 8.848 m        |
| 1=        | Nepal                                                   | Monte Everest                                                   | 8.848 m        |
| 3         | Pakistan                                                | K2                                                              | 8.611 m        |
| 4         | India                                                   | Kangchenjunga                                                   | 8.586 m        |
| 5         | Bhutan                                                  | *Gangkhar Puensum                                               | 7.570 m*       |
| 6         | Tagikistan                                              | Picco Ismail Samani (Picco del Comunismo)                       | 7.495 m        |
| 7         | Afghanistan                                             | Noshaq                                                          | 7.492 m        |
| 8         | Kirghizistan                                            | Jengish Chokusu                                                 | 7.439 m        |
| 9         | Kazakistan                                              | Khan Tangiri Shyngy (Pik Khan-Tengri)                           | 7.010 m*       |
| 10        | Argentina                                               | Aconcagua                                                       | 6.962 m        |
| 11        | Cile                                                    | Ojos del Salado                                                 | 6.893 m        |
| 12        | Perù                                                    | Huascarán                                                       | 6.768 m        |
| 13        | Bolivia                                                 | Nevado Sajama                                                   | 6.542 m        |
| 14        | Ecuador                                                 | Chimborazo                                                      | 6.267 m        |
| 15        | Stati Uniti                                             | Monte McKinley                                                  | 6.194 m        |
| 16        | Canada                                                  | Logan                                                           | 5.959 m        |
| 17        | Tanzania                                                | Kilimangiaro                                                    | 5.895 m        |
| 18        | Birmania                                                | Hkakabo Razi                                                    | 5.881 m        |
| 19        | Colombia                                                | Pico Cristóbal Colón o il Pico Simón Bolívar                    | 5.775 m*       |
| 20        | Russia                                                  | Elbrus                                                          | 5.642 m*       |
| 21        | Messico                                                 | Pico de Orizaba                                                 | 5.636 m*       |
| 22        | Iran                                                    | Damavand                                                        | 5.604 m*       |
| 23        | Georgia                                                 | Mt'a Shkhara                                                    | 5.201 m        |
| 24        | Kenya                                                   | Monte Kenya                                                     | 5.199 m        |
| 25        | Turchia                                                 | Ararat                                                          | 5.137 m*       |
| 26=       | Uganda                                                  | Margherita Peak sul Monte Stanley                               | 5.110 m        |
| 26=       | RD del Congo                                            | Margherita Peak sul Monte Stanley                               | 5.110 m        |
| 28        | Venezuela                                               | Pico Bolívar (La Columna)                                       | 4.981 m*       |
| 29        | Indonesia                                               | Puncak Jaya (Piramide Carstensz)                                | 4.884 m*       |
| 30=       | Italia                                                  | Monte Bianco                                                    | 4.810 m        |
| 30=       | Francia                                                 | Monte Bianco                                                    | 4.810 m        |
| 32        | Uzbekistan                                              | Khazret Sultan nel Gissar                                       | 4.643 m        |
| 33        | Svizzera                                                | Punta Dufour (Monte Rosa)                                       | 4.634 m        |
| 34        | Etiopia                                                 | Ras Dascian                                                     | 4.533 m*       |
| 35        | Ruanda                                                  | Karisimbi                                                       | 4.519 m        |
| 36        | Papua Nuova Guinea                                      | Monte Wilhelm                                                   | 4.509 m        |
| 37        | Azerbaigian                                             | Bazardüzü Dağı                                                  | 4.485 m        |
| 38        | Mongolia                                                | Nayramadlin Orgil (Huyten Orgil)                                | 4.374 m        |
| 39        | Guatemala                                               | Volcán Tajumulco                                                | 4.220 m        |
| 40        | Marocco                                                 | Jbel Toubkal                                                    | 4.165 m        |
| 41        | Malaysia                                                | Gunung Kinabalu                                                 | 4.101 m        |
| 42        | Armenia                                                 | Monte Aragats                                                   | 4.090 m        |
| 43        | Camerun                                                 | Fako sul Monte Camerun                                          | 4.040 m*       |
| 44        | Taiwan                                                  | Yu Shan                                                         | 3.952 m        |
| 45        | Costa Rica                                              | Cerro Chirripó                                                  | 3.810 m        |
| 46        | Austria                                                 | Großglockner                                                    | 3.798 m        |
| 47        | Giappone                                                | Fuji                                                            | 3.776 m        |
| 48        | Nuova Zelanda                                           | Aoraki/Mount Cook                                               | 3.754 m        |
| 49        | Spagna                                                  | Teide su Tenerife nelle Canarie                                 | 3.718 m        |
| 50        | Groenlandia (Danimarca)                                 | Monte Gunnbjørn                                                 | 3.693 m        |
| 51        | Yemen                                                   | Jabal an Nabi Shu'ayb                                           | 3.666 m*       |
| 52        | Iraq*                                                   | Cheekha Dar                                                     | 3.611 m        |
| 53        | Lesotho                                                 | Thabana Ntlenyana                                               | 3.482 m        |
| 54        | Panama                                                  | Volcán de Chiriquí                                              | 3.475 m        |
| 55        | Ciad                                                    | Emi Koussi                                                      | 3.445 m*       |
| 56        | Sudafrica                                               | Njesuthi                                                        | 3.408 m        |
| 57        | Sudan del Sud                                           | Kinyeti                                                         | 3.187 m        |
| 58        | Vietnam                                                 | Fan Si Pan                                                      | 3.144 m        |
| 59        | Turkmenistan                                            | Gora Aýrybaba                                                   | 3.139 m        |
| 60        | Arabia Saudita                                          | Jebel Sawda                                                     | 3.133 m*       |
| 61        | Rep. Dominicana                                         | Pico Duarte                                                     | 3.098 m*       |
| 62        | Libano                                                  | Qurnat al-Sawda'                                                | 3.088 m        |
| 63        | La Riunione (Francia)                                   | Piton des Neiges                                                | 3.069 m        |
| 64        | Sudan                                                   | Deriba Caldera                                                  | 3.042 m        |
| 65        | Eritrea                                                 | Soira                                                           | 3.018 m        |
| 66        | Guinea Equatoriale                                      | Pico Basilé                                                     | 3.008 m        |
| 67        | Malawi                                                  | Monte Mulanje                                                   | 3.002 m        |
| 68        | Brasile                                                 | Pico da Neblina                                                 | 2.994 m*       |
| 69        | Oman                                                    | Jabal Shams                                                     | 2.980 m        |
| 70=       | Timor Est                                               | Foho Tatamailau                                                 | 2.963 m        |
| 71=       | Germania                                                | Zugspitze                                                       | 2.963 m        |
| 72        | Filippine                                               | Monte Apo                                                       | 2.954 m        |
| 73        | Andorra                                                 | Coma Pedrosa                                                    | 2.946 m        |
| 74        | Bulgaria                                                | Musala                                                          | 2.925 m        |
| 75        | Algeria                                                 | Monte Tahat                                                     | 2.918 m        |
| 76        | Grecia                                                  | Monte Olimpo                                                    | 2.917 m        |
| 77        | Madagascar                                              | Maromokotro                                                     | 2.876 m        |
| 78        | Honduras                                                | Cerro Las Minas                                                 | 2.870 m        |
| 79        | Slovenia                                                | Monte Tricorno (Triglav)                                        | 2.864 m        |
| 80        | Capo Verde                                              | Pico do Fogo sull'isola di Fogo                                 | 2.829 m        |
| 81        | Laos                                                    | Phou Bia                                                        | 2.817 m        |
| 82=       | Siria                                                   | Monte Hermon                                                    | 2.814 m        |
| 82=       | Israele                                                 | Monte Hermon                                                    | 2.814 m        |
| 83=       | Macedonia del Nord                                      | Monte Korab (Maja e Korabit)                                    | 2.764 m        |
| 83=       | Albania                                                 | Monte Korab (Maja e Korabit)                                    | 2.764 m        |
| 85        | Guyana                                                  | Monte Roraima                                                   | circa 2.750 m* |
| 86        | Australia                                               | Mawson Peak (Isole Heard e McDonald)                            | 2.745 m        |
| 87        | Corea del Nord                                          | Paektu-san                                                      | 2.744 m        |
| 88        | El Salvador                                             | Cerro El Pital                                                  | 2.730 m        |
| 89        | Burundi                                                 | sud est del Monte Heha                                          | 2.684 m*       |
| 90        | Haiti                                                   | Pic la Selle                                                    | 2.680 m        |
| 91        | Serbia                                                  | Đeravica                                                        | 2.656 m        |
| 92        | Slovacchia                                              | Gerlachovský štít                                               | 2.655 m        |
| 93        | Egitto                                                  | Monte Santa Caterina                                            | 2.629 m        |
| 94        | Angola                                                  | Monte Moco                                                      | 2.620 m        |
| 95        | Liechtenstein                                           | Grauspitz                                                       | 2.599 m        |
| 96        | Zimbabwe                                                | Monte Nyangani                                                  | 2.592 m        |
| 97        | Thailandia                                              | Doi Inthanon                                                    | 2.576 m        |
| 98        | Namibia                                                 | Königstein                                                      | 2.573 m        |
| 99        | Romania                                                 | Moldoveanu                                                      | 2.544 m        |
| 100       | Montenegro                                              | Zla Kolata                                                      | 2.534 m        |
| 101       | Sri Lanka                                               | Pidurutalagala                                                  | 2.524 m        |
| 102       | Polonia                                                 | Rysy                                                            | 2.499 m        |
| 103       | Norvegia                                                | Galdhøpiggen                                                    | 2.469 m        |
| 104       | Somalia                                                 | Shimbiris                                                       | 2.450 m*       |
| 105       | Nicaragua                                               | Mogotón                                                         | 2.107 m        |
| 106       | Mozambico                                               | Monte Binga                                                     | 2.436 m        |
| 107       | Nigeria                                                 | Chappal Waddi                                                   | 2.419 m        |
| 108       | Bosnia ed Erzegovina                                    | Maglić                                                          | 2.386 m        |
| 109       | Comore                                                  | Karthala                                                        | 2.360 m        |
| 110       | Portogallo                                              | Ponta do Pico sull'isola di Pico nelle Azzorre                  | 2.351 m        |
| 111       | Isole Salomone                                          | *Monte Popomanaseu                                              | 2.335 m*       |
| 112       | Zambia                                                  | Mafinga Central                                                 | 2.339 m        |
| 113       | Libia                                                   | Bikku Bitti                                                     | 2.267 m        |
| 114       | Giamaica                                                | Blue Mountain Peak                                              | 2.256 m        |
| 115       | Polinesia francese (Francia)                            | Monte Orohena                                                   | 2.241 m        |
| 116       | Svezia                                                  | Kebnekaise                                                      | 2.111 m        |
| 117       | Islanda                                                 | Hvannadalshnjúkur                                               | 2.110 m        |
| 118       | Ucraina                                                 | Hora Hoverla                                                    | 2.061 m        |
| 119       | Sant'Elena, Ascensione e Tristan da Cunha (Regno Unito) | Picco della Regina Maria a Tristan da Cunha                     | 2.060 m        |
| 120       | Gibuti                                                  | Moussa Ali                                                      | 2.028 m        |
| 121       | São Tomé e Príncipe                                     | Pico de São Tomé                                                | 2.024 m        |
| 122       | Niger                                                   | Mont Bagzane                                                    | 2.022 m        |
| 123       | Cuba                                                    | Pico Turquino                                                   | 1.974 m        |
| 124       | Cipro                                                   | Monte Olimpo (Cipro)                                            | 1.951 m        |
| 125       | Corea del Sud                                           | Halla-san                                                       | 1.950 m        |
| 126       | Sierra Leone                                            | Monte Bintumani (Loma Mansa)                                    | 1.948 m        |
| 127       | Vanuatu                                                 | Tabwemasana                                                     | 1.877 m        |
| 128       | eSwatini                                                | Emlembe                                                         | 1.862 m        |
| 129       | Samoa                                                   | Mauga Silisili (Savaii)                                         | 1.857 m        |
| 130       | Giordania                                               | Jebel Umm al-Dami                                               | 1.854 m        |
| 131       | Brunei                                                  | Bukit Pagon                                                     | 1.850 m        |
| 132       | Croazia                                                 | Dinara                                                          | 1.830 m        |
| 133       | Cambogia                                                | Phnom Aural                                                     | 1.810 m        |
| 134=      | Costa d'Avorio                                          | Monte Nimba                                                     | 1.752 m        |
| 134=      | Guinea                                                  | Monte Nimba                                                     | 1.752 m        |
| 136       | Svalbard (Norvegia)                                     | Newtontoppen                                                    | 1.717 m        |
| 137       | Nuova Caledonia (Francia)                               | Mont Panie                                                      | 1.628 m        |
| 138       | Rep. Ceca                                               | Sněžka                                                          | 1.602 m        |
| 139       | Tunisia                                                 | Jebel ech Chambi                                                | 1.544 m        |
| 140       | Emirati Arabi Uniti                                     | Jabal Yibir                                                     | 1.527 m        |
| 141       | Botswana                                                | Otse Hill                                                       | 1.491 m        |
| 142       | Guadalupa (Francia)                                     | La Grande Soufrière                                             | 1.484 m        |
| 143       | Dominica                                                | Morne Diablotins                                                | 1.447 m        |
| 144       | Liberia                                                 | Monte Wuteve                                                    | 1.440 m        |
| 145       | Rep. Centrafricana                                      | Mont Ngaoui                                                     | 1.420 m        |
| 146       | Martinica (Francia)                                     | La Pelée                                                        | 1.397 m        |
| 147       | Regno Unito                                             | Ben Nevis                                                       | 1.343 m        |
| 148       | Porto Rico                                              | Cerro de Punta                                                  | 1.338 m        |
| 149       | Finlandia                                               | Halti                                                           | 1.328 m        |
| 150       | Figi                                                    | Tomanivi                                                        | 1.324 m        |
| 151       | Saint Vincent e Grenadine                               | La Soufrière                                                    | 1.234 m        |
| 152       | Suriname                                                | Juliana Top                                                     | 1.230 m        |
| 153       | Saint Kitts e Nevis                                     | Monte Liamuiga                                                  | 1.156 m        |
| 154       | Mali                                                    | Hombori Tondo                                                   | 1.155 m        |
| 155       | Belize                                                  | Doyle's Delight                                                 | 1.124 m        |
| 156       | Gabon                                                   | Mont Bengoué                                                    | 1.070 m*       |
| 157       | Bangladesh                                              | *Keokradong                                                     | 1.052 m*       |
| 158       | Irlanda                                                 | Carrantuohill                                                   | 1.041 m        |
| 159       | Tonga                                                   | sommità senza nome nell'isola di Kao                            | 1.033 m        |
| 160       | Cisgiordania (Palestina)                                | Tall Asur                                                       | 1.022 m        |
| 161       | Rep. del Congo                                          | Nabeba                                                          | 1.020 m        |
| 162       | Ungheria                                                | Kékes                                                           | 1.014 m        |
| 163       | Togo                                                    | Monte Agou                                                      | 986 m          |
| 164       | Samoa Americane (Stati Uniti)                           | Lata                                                            | 966 m          |
| 165       | Isole Marianne Settentrionali (Stati Uniti)             | Agrihan                                                         | 965 m          |
| 166       | Hong Kong (Cina)                                        | Tai Mo Shan                                                     | 958 m          |
| 167       | Saint Lucia                                             | Monte Gimie                                                     | 950 m          |
| 168       | Trinidad e Tobago                                       | El Cerro del Aripo                                              | 940 m          |
| 169       | Mauritania                                              | Kediet ej Jill                                                  | 915 m          |
| 170       | Montserrat (Regno Unito)                                | Chances Peak nel complesso vulcanico della Soufriere Hills      | 914 m          |
| 171       | Seychelles                                              | Morne Seychellois                                               | 905 m          |
| 172       | Fær Øer (Danimarca)                                     | Slættaratindur                                                  | 880 m          |
| 173       | Ghana                                                   | Monte Afadjato                                                  | 880 m          |
| 174       | Paesi Bassi                                             | Monte Scenery a Saba                                            | 862 m          |
| 175       | Guyana francese (Francia)                               | Bellevue de l'Inini                                             | 851 m          |
| 176       | Paraguay                                                | Cerro Tres Kandú                                                | 842 m          |
| 177       | Grenada                                                 | Mount Saint Catherine                                           | 840 m          |
| 178       | Mauritius                                               | Piton de la Petite Rivière Noire                                | 828 m          |
| 179       | Micronesia                                              | Mount Nahnalaud                                                 | 782 m          |
| 180       | Wallis e Futuna (Francia)                               | Mont Singavi                                                    | 765 m          |
| 181       | San Marino                                              | Monte Titano                                                    | 755 m          |
| 182       | Burkina Faso                                            | Tena Kourou                                                     | 749 m          |
| 183       | Isole Falkland (Regno Unito)                            | Monte Usborne                                                   | 705 m          |
| 184       | Belgio                                                  | Signal de Botrange                                              | 694 m          |
| 185       | Mayotte (Francia)                                       | Benara                                                          | 660 m          |
| 186       | Benin                                                   | Monte Sokbaro                                                   | 658 m          |
| 187       | Isole Cook (Nuova Zelanda)                              | Te Manga                                                        | 652 m          |
| 188       | Isola di Man (Regno Unito)                              | Snaefell                                                        | 621 m          |
| 189       | Senegal                                                 | sommità senza nome del Nepen Diakha                             | 581 m          |
| 190       | Lussemburgo                                             | Kneiff                                                          | 560 m          |
| 191       | Isole Vergini Britanniche (Regno Unito)                 | Mount Sage                                                      | 521 m          |
| 192       | Uruguay                                                 | Cerro Catedral                                                  | 514 m          |
| 193       | Isole Vergini Americane (Stati Uniti)                   | Crown Mountain                                                  | 474 m          |
| 194       | Sahara Occidentale (Marocco)                            | sommità senza nome                                              | 463 m          |
| 195       | Moldavia                                                | Bălăneşti                                                       | 430 m          |
| 196       | Gibilterra (Regno Unito)                                | Rocca di Gibilterra                                             | 426 m          |
| 197       | Guam (Stati Uniti)                                      | Mount Lamlam                                                    | 406 m          |
| 198       | Antigua e Barbuda                                       | Boggy Peak                                                      | 402 m          |
| 199       | Isola di Natale (Australia)                             | Murray Hill                                                     | 361 m          |
| 200       | Isole Pitcairn (Regno Unito)                            | Pawala Valley Ridge                                             | 347 m          |
| 201       | Bielorussia                                             | Monte Dzeržinskij                                               | 346 m          |
| 202       | Barbados                                                | Hillaby                                                         | 336 m          |
| 203       | Isola Norfolk (Australia)                               | Bates                                                           | 319 m          |
| 204       | Estonia                                                 | Suur Munamägi                                                   | 318 m          |
| 205       | Lettonia                                                | Gaiziņkalns                                                     | 312 m          |
| 206       | Kuwait                                                  | sommità senza nome ad ovest del paese                           | 306 m          |
| 207       | Guinea-Bissau                                           | sommità senza nome a nord-est del paese                         | 300 m          |
| 208       | Lituania                                                | Aukštojas                                                       | 294 m          |
| 209       | Malta                                                   | Ta' Dmejrek                                                     | 253 m          |
| 210       | Palau                                                   | Monte Ngerchelchuus                                             | 242 m          |
| 211       | Saint-Pierre e Miquelon (Francia)                       | Morne de la Grande Montagne                                     | 240 m          |
| 212       | Aruba (Paesi Bassi)                                     | Mount Jamanota                                                  | 188 m          |
| 213       | Macao (Cina)                                            | Coloane Alto                                                    | 172 m          |
| 214       | Danimarca                                               | Møllehøj                                                        | 171 m          |
| 215       | Singapore                                               | Bukit Timah                                                     | 166 m          |
| 216       | Monaco                                                  | Chemin des Révoires                                             | 162 m          |
| 217       | Jersey (Regno Unito)                                    | Les Platons                                                     | 143 m          |
| 218       | Bahrein                                                 | Jabal ad Dukhan                                                 | 122 m          |
| 219       | Guernsey (Regno Unito)                                  | Le Moulin. Sark                                                 | 114 m          |
| 220       | Striscia di Gaza (Palestina)                            | Abu 'Awdah (Joz Abu 'Auda)                                      | 105 m          |
| 221       | Qatar                                                   | Qurayn Abu al Bawl                                              | 103 m          |
| 222       | Kiribati                                                | sommità senza nome nel Banaba                                   | 81 m           |
| 223       | Bermuda (Regno Unito)                                   | Town Hill                                                       | 76 m           |
| 224       | Città del Vaticano                                      | Colle Vaticano                                                  | 75 m           |
| 225       | Nauru                                                   | Command Ridge                                                   | 71 m           |
| 226       | Niue (Nuova Zelanda)                                    | località senza nome nei pressi di Mutalau                       | 68 m           |
| 227       | Anguilla                                                | Crocus Hill                                                     | 65 m           |
| 228       | Bahamas                                                 | Monte Alvernia su Cat Island                                    | 63 m           |
| 229       | Gambia                                                  | Red Rock                                                        | 53 m           |
| 230       | Turks e Caicos (Regno Unito)                            | Blue Hills                                                      | 49 m           |
| 231       | Isole Cayman (Regno Unito)                              | The Bluff                                                       | 43 m           |
| 232       | Isole Marshall                                          | località senza nome nell'isola di Likiep                        | 10 m           |
| 233=      | Isole Cocos (Keeling) (Australia)                       | località senza nome sull'Isola West                             | 5 m            |
| 233=      | Tokelau (Nuova Zelanda)                                 | località senza nome sull'atollo di Atafu                        | 5 m            |
| 233=      | Tuvalu                                                  | località senza nome sull'isola di Niulakita                     | 5 m            |
| 236       | Maldive                                                 | località senza nome nell'isola di Wilingili nell'atollo di Addu | 2,4 m          |

## Stati parzialmente riconosciuti
| Posizione | Posizione          | Paese   | Punto più elevato | Altitudine |
| --------- | ------------------ | ------- | ----------------- | ---------- |
| 45        | Abcasia            | Georgia | Dombai            | 4046 m     |
| 46        | Taiwan             | Cina    | Yu Shan           | 3952 m     |
| 47        | Ossezia del Sud    | Georgia | Monte Khalatsa    | 3938 m     |
| 95        | Kosovo             | Serbia  | Đeravica          | 2656 m     |
| 166       | Palestina          | Israele | Monte Nabi Yunis  | 1030 m     |
| 200       | Sahara Occidentale | Marocco | Luogo senza nome  | 463 m      |